# 慈陽県 (河北省)
慈陽県（じよう-けん）は、中華人民共和国河北省にかつて存在した県。現在の石家荘市行唐県北西部に相当する。
586年（開皇6年）、隋朝により行唐県より分割設置された。622年（武徳5年）、唐朝により廃止され、管轄区域は行唐県に再統合された。